# ТЭЦ Зофювка
ТЭЦ Зофювка – теплоэлектроцентраль на юге Польши, за четыре десятка километров на юго-запад от Катовиц.
С 1969 года в Ястшембе-Здруй действовала угольная шахта Зофювка, для обеспечения потреб которой в 1971 году смонтировали два угольных водогрейных котла WP-40 мощностью по 47 МВт, поставленные рацибузской компанией Rafako (в 1979 году добавили третий котел того же типа). А в 1973–1974 годах объект был преобразован в теплоэлектроцентраль, для чего смонтировали два паровых котла ОР-140 той же компании и две турбины ТС-32 мощностью по 32 МВт, изготовленные на заводе Zamech в Эльблонге.
В 2018 году на площадке станции был введен в эксплуатацию новый энергоблок с турбиной Siemens мощностью 75 МВт. Он имеет котел с циркулирующим кипящим шаром австрийской компании Andritz, который использует смесь угля, биомассы и шахтного метана, получаемого при дегазации подземных выработок. Тепловая мощность этого блока составляет 110 МВт.
Также в работе остался один котел OP-140 с турбиной ТС-32. Вместе с водогрейными котлами – угольным WP-70 и газовым PWPg-6 – станция обеспечивает электрическую и тепловую мощность в 113 МВт и 279 МВт соответственно.
В 2015 году на станции для удаления продуктов сгорания был установлен дымоход высотой 90 метров.